# Bonneuil-sur-Marne

Położenie Bonneuil-sur-Marne w ramach aglomeracji paryskiej

Bonneuil-sur-Marne – miejscowość i gmina we Francji, w regionie Île-de-France, w departamencie Dolina Marny.
Według danych na rok 1990 gminę zamieszkiwało 13 626 osób, a gęstość zaludnienia wynosiła 2473 osób/km² (wśród 1287 gmin regionu Île-de-France Bonneuil-sur-Marne plasuje się na 198. miejscu pod względem liczby ludności, natomiast pod względem powierzchni na miejscu 641.).